# Funky Dory
Funky Dory è l'album di debutto da solista da parte della cantante pop britannica Rachel Stevens. È stato pubblicato da Polydor Records il 29 settembre 2003 nel Regno Unito. L'album è stato prodotto da vari produttori tra cui Bloodshy & Avant e Richard X. è Stato molto preso di mira dai critici musicali. Nonostante il commento critico, ha raggiunto il numero nove nel Regno Unito, dove è stato certificato oro. Il 16 luglio 2004 l'album è stato nuovamente pubblicato nel Regno Unito, con tre nuove tracce. Funky Dory è stato pubblicato in Canada il 16 marzo 2004; tuttavia, non è riuscito a generare molto interesse al di fuori del Regno Unito.

## Tracklist

### Versione Originale
1. "Sweet Dreams My LA Ex"
2. "Funky Dory"
3. "Fools"
4. "Breathe in, Breathe Out"
5. "Glide"
6. "Heaven Has to Wait"
7. "Blue Afternoon"
8. "I Got the Money"
9. "Little Secret"
10. "Solid"
11. "Silk"
12. "Sweet Dreams My LA Ex" (Bimbo Jones Club Mix) *

### Riedizione
1. "Some Girls"
2. "Sweet Dreams My LA Ex"
3. "Funky Dory" (Single Mix)
4. "Fools"
5. "Breathe in, Breathe Out" (SWAT-Team version)
6. "Glide"
7. "Heaven Has to Wait"
8. "More, More, More" (Album Version)
9. "Blue Afternoon"
10. "I Got the Money"
11. "Little Secret"
12. "Solid"
13. "Silk"
14. "Some Girls" (Rhythm Masters Vocal Mix)